# Monomotapa United Football Club
Il Monomotapa United Football Club è una società calcisitca con sede nella città di Harare.
Alla fine della stagione 2004 il club ha vinto la seconda divisione nazionale guadagnandosi la promozione in Premier League. 
Nel 2008 la squadra ha vinto il suo primo titolo nazionale. Questa vittoria ha garantito l'accesso alla CAF Champions League 2009.

## Palmarès

### Competizioni nazionali
- Premier Soccer League (Zimbabwe): 1

2008

### Altri piazzamenti
- Zimbabwe Cup:

Finalista: 2012